# Przemysław II van Teschen
Przemysław II van Teschen ook bekend als Przemko II (circa 1420 - 18 maart 1477) was van 1431 tot 1442 en van 1468 tot 1477 hertog van Teschen, vanaf 1442 hertog van Bielitz en Skotschau en van 1460 tot 1476 hertog over de helft van Glogau en Ścinawa. Hij behoorde tot het huis Piasten.

## Levensloop
Przemysław II was de derde zoon van hertog Bolesław I van Teschen en diens tweede vrouw Euphemia, dochter van hertog Ziemovit IV van Mazovië. Na de dood van zijn vader in 1431 heerste hij samen met zijn drie broers over het volledige hertogdom Teschen onder het regentschap van hun moeder. Op 29 november 1442 werd Teschen formeel onder de vier broers verdeeld. Przemysław II bleef titulair hertog van Teschen, maar de feitelijke macht van het hertogdom werd uitgeoefend door zijn oudste broer Wenceslaus I. Verder kreeg hij ook nog de districten Bielitz, dat hij samen met zijn jongere broer Bolesław II moest delen, en Skotschau. Het laatste district bestuurde hij zelfstandig.
Przemysław hield zich heel actief bezig in politieke zaken. Zo was hij in 1443 betrokken bij de verkoop van het hertogdom Siewierz aan de bisschop van Krakau en kreeg hij als dank hiervoor 500 zilverstukken van zijn broer Wenceslaus I. In 1447 was hij dan weer aanwezig bij het Congres van Krakau, waar Przemysław het koninkrijk Polen steunde in een conflict rond het hertogdom Siewierz.
In 1447 overleed zijn moeder, waarna Przemysław en zijn jongere broer Bolesław II en hun hofhouding zich in de stad Skotchau vestigden. In 1452 overleed zijn jongere broer Bolesław. Vervolgens werd Przemysław de voogd van zijn minderjarige neef Casimir II, de zoon van Bolesław. 
Przemysław steunde zijn leenheer, de Boheemse koning George van Podiebrad, en had ook nauwe banden met de Poolse koning Casimir IV Jagiellon. De goede relaties met Polen werden echter verstoord door een conflict tussen Polen en hertog Jan IV van Auschwitz, dat in juli 1457 met een vredesverdrag in Krakau beëindigd werd. In 1460 was Przemysław II aanwezig bij de ontmoeting van de koningen van Polen en Bohemen in Bytom, waarbij hij optrad als bemiddelaar. In juni 1461 trad hij opnieuw op als bemiddelaar bij de ontmoeting tussen Casimir IV Jagiellon en hertog Jan IV van Auschwitz. 
In 1460 overleed zijn broer Wladislaus zonder nakomelingen na te laten. In zijn laatste wil liet hij zijn domeinen (de helft van Glogau en Ścinawa) na aan zijn weduwe Margaretha van Cilly en aan Przemysław, die de effectieve macht over zijn gebieden uitoefende. 
Przemysław II probeerde nauwere relaties te verkrijgen met de Boheemse en Poolse heersers en in 1462 ontmoette hij beide heersers in Glogau om over de toekomst van het koninkrijk Bohemen te onderhandelen. Als dank hiervoor kreeg hij de stad Valašské Meziříčí in het oosten van Moravië, die na zijn dood terug naar het koninkrijk Bohemen zou gaan. In 1466 speelde hij dan weer een actieve rol in de militaire expeditie van George van Podiebrad naar Glatz, wat spanningen tussen het hertogdom Teschen en de machtige stad Breslau veroorzaakte.
Na de abdicatie van zijn broer Wenceslaus in 1468 nam Przemysław II de macht over het volledige hertogdom Teschen over, hoewel Wenceslaus in feite zijn neef Casimir II tot erfopvolger had benoemd. In 1469 nam hij dan weer deel aan de verkiezing van de Hongaarse koning Matthias Corvinus tot tegenkoning van Bohemen in Olomouc, grotendeels door de inspanningen van paus Paulus II en de opstandige katholieke adel van Bohemen. Voor enige tijd ging Przemysław II vervolgens naar Hongarije en Bohemen en hij nam zelfs deel aan de oorlog tegen de vijanden van Matthias Corvinus in Opper-Silezië. Het leek er echter op dat Przemysław II geen dank kreeg over zijn steun aan Matthias Corvinus, die Przemysław namelijk wilde afzetten als hertog van Teschen. Hierdoor sloot Przemysław zich in 1471 aan bij de oppositie tegen Matthias Corvinus en steunde hij de kandidatuur van Wladislaus II Jagiellon (de zoon van koning Casimir IV Jagiellon van Polen) als koning van Bohemen.
Proberend om goede relaties met zowel Polen, Hongarije als Bohemen te hebben, steunde Przemysław in 1473 koning Matthias Corvinus van Hongarije in de oorlog tegen hertog Wenceslaus III van Rybnik. De overwinning van Matthias Corvinus betekende echter geen verbetering in de relaties met de Hongaarse koning. In 1474 stierf zijn broer Wenceslaus dan weer zonder nakomelingen na te laten, waarmee hij het hertogdom Teschen opnieuw kon herenigen. De groeiende politieke macht van Przemysław beviel Matthias Corvinus niet en in 1475 ontving die van koning Casimir IV Jagiellon van Polen de garantie dat hij zonder moeilijkheden kon ingrijpen in de soevereiniteit over het hertogdom Teschen. Matthias Corvinus maakte hiervan misbruik door Przemysław te bedreigen met afzetting als hij geen hoge geldsom zou betalen. Door de succesvolle verdediging van Teschen kon Przemysław in 1476 afzetting voorkomen tijdens de militaire expeditie van Hongarije en Polen. Hij moest echter wel het verlies van de hertogdommen Glogau en Ścinawa erkennen, die door Matthias Corvinus werden overgenomen.
Przemysław II behield nu enkel het gebied rond de stad Teschen en enkele andere steden. Kort daarna, in maart 1477, overleed hij, waarna hij werd bijgezet in het dominicanenklooster van Teschen. Omdat hij zonder mannelijke nakomelingen overleed, werd hij opgevolgd door zijn neef Casimir II.

## Huwelijk en nakomelingen
Rond het jaar 1465 huwde Przemysław II met Anna (circa 1450/1453 - 1480), dochter van hertog Bolesław IV van Warschau. Ze kregen een dochter:
- Hedwig (1469-1521), huwde in 1483 met Stefanus Zápolya, heer van Trenčín.